# 3632-es mellékút (Magyarország)
A 3632-es számú mellékút egy valamivel több, mint 7 kilométeres hosszúságú, négy számjegyű mellékút Szabolcs-Szatmár-Bereg vármegye nyugati részén; Tiszalöktól húzódik Tiszavasvári központjáig.

## Nyomvonala
A 3612-es útból ágazik ki, annak a 27+650-es kilométerszelvénye közelében, Tiszalök központjában, nagyjából dél felé; ugyanott indul az ellenkező irányban a 36 316-os számú mellékút is, amely a tiszatardosi komp felhajtójáig vezet. Kossuth utca néven húzódik a belterület déli széléig, amit körülbelül 1,7 kilométer után ér el, közben – mintegy 900 méter után – kiágazik belőle nyugat-északnyugati irányban a Debrecen–Tiszalök-vasútvonal és az Ohat-Pusztakócs–Nyíregyháza-vasútvonal közös szakaszának Tiszalök vasútállomását kiszolgáló 36 315-ös számú mellékút, majd keresztezi is a vasút vágányait. 2,5 kilométer megtételét követően ismét átszeli a síneket, majd elhalad a tiszalöki börtön építményei mellett.
A 3. kilométerét elhagyva átlépi Szorgalmatos határát, majd a következő egy kilométeres szakaszán e község belterületének nyugati szélén folytatódik, közben elhaladva Szorgalmatos megállóhely mellett is. Nagyjából az 5. kilométerétől már Tiszavasvári területén húzódik, nem sokkal ezután még egyszer keresztezi a vasutat, Egyházerdő megállóhely közvetlen közelében, majd beér a város házai közé. Települési neve itt Bajcsy-Zsilinszky utca, utolsó rövid szakaszán pedig Kölcsey út; így is ér véget, Tiszavasvári központjában, beletorkollva a 36-os főútba, annak a 22+650-es kilométerszelvényénél.
Teljes hossza, az országos közutak térképes nyilvántartását szolgáló kira.kozut.hu adatbázisa szerint 7,191 kilométer.

## Története
1934-ben a kereskedelem- és közlekedésügyi miniszter 70 846/1934. számú rendelete szinte a mai teljes hosszában harmadrendű főúttá nyilvánította, a Rakamaz és Hajdúböszörmény közti 334-es főút részeként. Jelentősebb eltérés a korabeli és a jelenkori nyomvonal között csak annyi lehetett, hogy a mai Tiszavasvári területén az akkori nyomvonal még keletebbre húzódott, Tiszabűd településrészt elkerülve (nyilvánvalóan a mai Petőfi Sándor utca vonalán).

## Települések az út mentén
- Tiszalök
- Szorgalmatos
- Tiszavasvári